# Suaeda inflata
Suaeda inflata är en amarantväxtart som beskrevs av Paul Aellen. Suaeda inflata ingår i släktet saltörter, och familjen amarantväxter. Inga underarter finns listade i Catalogue of Life.